# 沃羅尼夫 (索卡爾區)
50°21′7″N 23°53′54″E / 50.35194°N 23.89833°E
沃羅尼夫（烏克蘭語：Воронів），是烏克蘭西部的村莊，隸屬利維夫州的舍普季茨基區。該村面積0.49平方公里，海拔高度198米，2001年人口137，人口密度每平方公里279.59人。